# Loop Hero
Loop Hero es un RPG infinito desarrollado por el estudio ruso Four Quarters y publicado por Devolver Digital. El juego toma lugar en un mundo generado aleatoriamente donde el jugador cambia el mundo colocando cartas en vez de controlando directamente al personaje. El juego fue publicado para Microsoft Windows, MacOS y Linux el 4 de marzo de 2021. Una versión para Nintendo Switch esta prevista para ser publicada el 9 de diciembre de 2021.

## Argumento
El juego empieza tras acabar el mundo, con un diálogo introductor explicando que un malvado liche destruyó la realidad y todas las cosas en ella. El héroe despierta en un pequeño campamento en un camino y trata de reconstruir su mundo. Por el camino, se encuentra a otros supervivientes que, o bien tratan de ayudarle a reconstruir el mundo, o por el contrario, desesperados, consideran que el mundo está perdido y lo atacan en un esfuerzo por alargar su propia supervivencia.

## Jugabilidad
Cada expedición comienza con el héroe siguiendo un camino pre-generado en un paisaje vacío. Babosas aparecen periódicamente a lo largo del camino que, cuando se encuentran, el héroe lucha con ellas y las mata. A medida que el héroe mata a los enemigos, el jugador recibe cartas de paisaje. Las cartas de paisaje permiten al jugador colocar varias características del terreno alrededor del camino del héroe, como montañas, prados, bosques y edificios. Cada característica del terreno resulta en un efecto diferente, como restaurar la salud del jugador al final de cada día, aumentar la velocidad del movimiento del jugador, o generar enemigos periódicamente. Colocar las características del terreno una al lado de la otra también puede modificar su efecto. Por ejemplo, si se juntan suficientes montañas, se combinan y proporcionan salud adicional, mientras que también engendran un nuevo tipo de enemigo que luchará contra el héroe.
Además de las cartas de paisaje, matar enemigos también puede producir nuevos equipos para el héroe, así como recursos. El jugador puede equipar objetos para aumentar el ataque del héroe, la defensa, la regeneración de la salud y otros atributos. Los recursos se guardan en el inventario del jugador para ser utilizados en una etapa posterior. Al final de cada circuito alrededor del camino, el jugador tiene la opción de retirarse de la expedición de vuelta a su base de partida original. En la base, el jugador puede utilizar los recursos que adquirió en el camino para construir nuevas estructuras en su base, como una cocina o un herrero. La mayor parte del juego tiene lugar en uno de los caminos generados al azar, con el jugador trabajando para actualizar el equipo del héroe y estratégicamente colocando elementos del terreno en un esfuerzo por sobrevivir a enemigos cada vez más difíciles. A medida que el héroe coloca cartas de paisaje en el camino, el medidor de jefe se eleva y un jefe final aparece en el punto de salida del camino. Si el jugador derrota con éxito al jefe, la historia progresa. Si el jugador es derrotado mientras lucha contra enemigos, pierden el 70% de sus recursos y se ven obligados a retirarse a su base para empezar de cero.

## Desarrollo
Loop Hero nació inicialmente de una idea que el equipo de Four Quarters tenía a principios de 2019 al discutir los juegos de cero jugadores; uno de los miembros de su equipo construyó un juego con un héroe deambulando en un bucle mientras el jugador construía a su alrededor. No hicieron mucho con esta idea hasta la Ludum Dare game jam en octubre de 2019, que tenía el tema «Empezar sin nada». La idea del prototipo anterior funcionó bien con el tema, aunque el juego final que produjeron para Ludum Dare no ganó ya que no estaba muy pulido. Four Quarters reconoció que tenían los cimientos de un buen juego, pasó más tiempo con la versión de Ludum Dare y fueron capaces de asegurar Devolver Digital para su publicación y soporte. Desde entonces, la mayor parte de su desarrollo se había centrado en el equilibrio del juego debido al número de diferentes subsistemas dentro del juego. Fueron capaces de utilizar una demo del juego ofrecido en Steam como parte de una de las primeras pruebas de equilibrio a gran escala, y que planeaban continuar después del lanzamiento del juego.

## Recepción
Loop Hero recibió críticas positivas de los críticos, terminando con una puntuación de 85 en Metacritic. Los críticos elogiaron la libertad de crear mundos únicos y la estética de los 80 del juego. Ben Kuchera de Polygon elogió la experimentación que el sistema de bucle permitió. Ian Boudreau de PCGamesN apreció cómo la mecánica de construcción de mazos permitió al jugador variar constantemente su estilo de juego. Evan Lahti, escribiendo para PC Gamer, disfrutó de las sorpresas que diferentes combinaciones de cartas podían crear, aunque pensó que la falta de nuevas cartas dañaba el juego posterior. Sam Machkovech de Ars Técnica disfrutó de la visión  del juego en el género ocioso, y cómo el jugador tuvo que tomar decisiones difíciles al elegir sus habilidades.